# معرض طرابلس الدولي

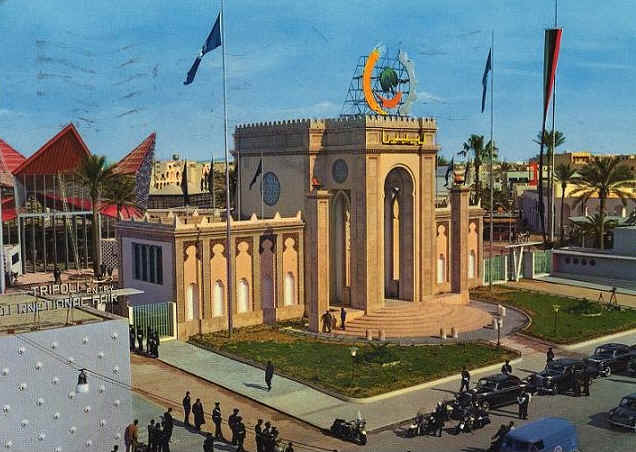
معرض طرابلس الدولي في الستينيات.

معرض طرابلس الدولي في العاصمة الليبية طرابلس، ليبيا. هو معرض تجاري دولي تقوم فيه شركات ليبية وأجنبية بعرض منتجات شركاتهم في مختلف النشاطات ويقام في شهر أبريل من كل عام إضافة لحضور عدد من الوزراء والشخصيات التجارية لفعاليات المعرض سنويا.

## تاريخ المعرض

طابع بريدي صدر من قبل "ليبيا الإيطالية" للدورة الرابعة من معرض طرابلس الدولي يتضمن صورة لواجهة المعرض التاريخية التي لا تزال قائمة.

يعتبر معرض طرابلس الدولي أقدم المعارض التجارية في أفريقيا والعالم العربي حيث ظهرت فكرة إنشائه في العام 1926 لتفتتح أولى دوراته في العام 1927. وفي البداية عرضت في المعرض المنتجات الزراعية والمصنوعات من مختلف المناطق الإيطالية، إضافة إلى تسويقه للفنادق والمنشآت التي اعتزمت إيطاليا والتي كانت تستعمر ليبيا في ذلك الوقت إنشائها. وكان إنشاء المعرض في غير موقعه الحالي في المدينة والذي انتقل إليه مع الدورة الثالثة في العام 1929 وقد استمر المعرض حتى الدورة 13 حيث توقف في العام 1939 مباشرة قبل بدأ الحرب العالمية الثانية. ليعود ويزاول نشاطه في العام 1962، كما أن المعرض انضم في العام 1929 إلى «اتحاد المعارض الدولية» الذي تأسس في باريس سنة 1925.
مقر معرض طرابلس الدولي في تقاطع شارع عمر المختار وشارع طارق. ويعد مبنى المعرض من المباني الأثرية في المدينة وقد تميز بواجهته الكبيرة لدرجة وضعها على طوابع بريدية بينها طابع بريدي صدر في العام 1930 من قبل إيطاليا بمناسبة الدورة الرابعة من معرض طرابلس الدولي.
حاليا الجهة المنظمة للمعرض هي الهيئة العامة للمعارض في ليبيا وتنطلق فعاليات المعرض في الفترة ما بين (2 إلى 12 أبريل) من كل عام. وقد شاركت في دورة 2008 ما يقارب 1500 شركة ليبية وعالمية في المعرض ومن مختلف التخصصات.

## موقع جديد للمعرض
بسبب المساحة المحدودة لموقع المعرض فقد تقرر اختيار موقع جديد للمعرض تبلغ مساحته 47.5 هكتار في منطقة طريق السواني في المدينة.